# 中国朝代

中國歷史上各朝代疆域的演變

中國朝代指中國歷史上某一世系君主統治之政權及其相對應的歷史時期。「朝代」亦是以政權界定一個歷史時期之名詞，此等王朝之政權更替，構成中國朝代輪替。「朝」指以正統自居之當政政權，而「朝代」指「朝」政權執政之時代。歷史學家為了識別事之先後，不得不從中取某年號紀年，以紀諸國之事，並非分辨哪個政權為正統。

## 釋義
中文「朝」字本義早晨、今日。在政治上引申成當政者政權的意思，王朝是由一個皇室家族，通過不同方式和形式統治的政權，與此相反之字為「野」。與西方認知不同在於朝代兩字分開敘述時，中國「朝」或「朝廷」是指所在之政權，是該政權存在時就有之觀念，如「布前後上策乃心本朝，欲還討術，為國效節」、「臣前蒙陛下問及本朝所以享國百年、天下無事之故。」等皆屬之。東漢末年之前，只有被視為正統之天下共主才敢稱「朝」。「朝」指以正統自居之當政政權，而「朝代」指「朝」政權執政之時代。歷史學家為了識別事之先後，不得不從中取某年號紀年，以紀諸國之事，並非分辨哪個政權為正統。
「朝代」則指某「劃時代政權」執政之時代，可用做劃分該歷史時代之稱呼，可以是一個或多個政權之集合。例如，「魏晉南北朝」明顯不是一個政權，而是由三國、晉朝、南北朝等「子朝代」組成的複合詞，而南北朝又分南朝與北朝，各自皆自稱正統，南朝的宋、齊、梁、陳則各別都是以「朝」為劃分標準。春秋和戰國則不是朝代，而是東周朝的兩個時期（尽管东周与战国的结束时间并不完全重合），因為當時諸侯多名義上奉周天子為共主。

## 歷史

### 世襲統治之起始

南宋畫家馬麟對於中國世襲統治的開創者禹的描繪。

作為中國首個正統王朝夏朝的建立者，禹通常被視為中國世襲君主制統治的開創者。理論上，中國君主是中國政權的最高統治權力者，但君主的權力實際為多重因素所影響的結果。根據傳統，中國君主之位僅可通過男性之後代世襲傳承，構成「家天下」之局面；政治開明時則可見「與士大夫共天下」的政治格局。雖然君主之位的繼承權僅限於同姓家族成員，外戚集團仍可在君主權力旁落時取得實際統治地位，甚至代替君主實行其義務及權利，乃至取而代之。夏朝以前，中國政權通常以禪讓形式進行君主輪替，故稱「公天下」。

### 朝代更替

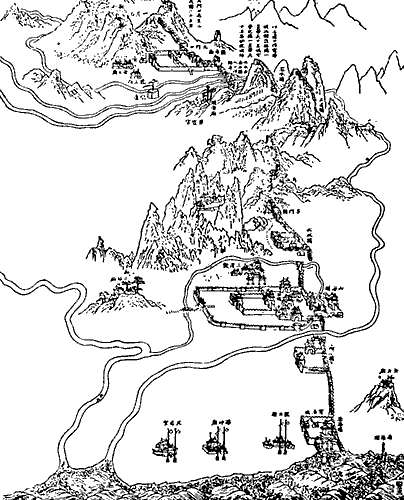
一片石之戰是明清易代時期的一場大戰。

朝代更替，又作「改朝換代」，是中國歷史的一大特徵。部分學者試圖以君主之德行解釋王朝之興衰，而亦有學者將此歷史規律歸咎於有形的方面。其中，朝代循環為解釋中國歷史上朝代更迭的一大理論。
中國歷史上的朝代更替主要有兩種形式：武力征服及篡位。通過武力征伐而完成改朝換代的包括遼朝與金朝的更替、元朝滅諸王朝統一漢地。通過篡位進行王朝更迭的則有東漢與曹魏的更替、南齊和梁朝的更替。篡位建國者大多試圖通過「接受」前者「禪讓」以取得其統治的正當性。
為簡化繁瑣的內容，部分歷史年表將中國朝代更迭顯示為平穩的政權過渡。新興王朝通常在尚未推翻現有王朝前就已正式建立。例如：公元1644年通常作為清朝取代明朝之法統的年份，晚清教科书亦采用此说，但“大清”国号出现於公元1636年，而肇於公元1616年的後金則是清朝之前身；明朝皇室則繼續統治中國南方直至公元1662年，史稱「南明」；明朝殘餘勢力東寧於南明滅亡後仍繼續抗清，直至公元1683年為清朝所滅。與此同時，其他勢力亦於明清易代之際割據建國，如李自成和張獻忠分別建立的大順與大西。清朝取代明朝後耗時近20年方完成漢地的統一。由此可見，朝代更替實際為一系列複雜且漫長的歷史進程。
同樣的，早前的隋唐易代亦出現諸多割據政權。此時期的勢力包括但不限於李密之魏、薛舉之秦、高曇晟之齊、宇文化及之許、沈法興之梁、梁師都之梁、竇建德之夏、王世充之鄭、朱粲之楚、林士弘之楚、高開道之燕、輔公祏之宋。最終取代隋朝法統的唐朝共歷時約十年才統一漢地。
新的王朝建立後一般會弒殺前朝君主及其宗室或以二王三恪禮制相待，其中後者可用於顯示新興王朝所承繼之統緒並標明其正統地位。例如：齊文宣帝高洋在滅亡東魏後冊封魏孝靜帝元善見為「中山王」。又如：周世宗柴榮之侄柴詠被宋仁宗趙禎立為「崇義公」，而其他後周之皇室後代亦承襲此爵位。
根據中國官方修史傳統，新興王朝需為先前王朝編寫歷史，故最終形成24部正史典籍，合稱「二十四史」。此官方修史傳統於清朝覆滅後仍為中華民國及中華人民共和國所延續。

### 世襲統治之終結

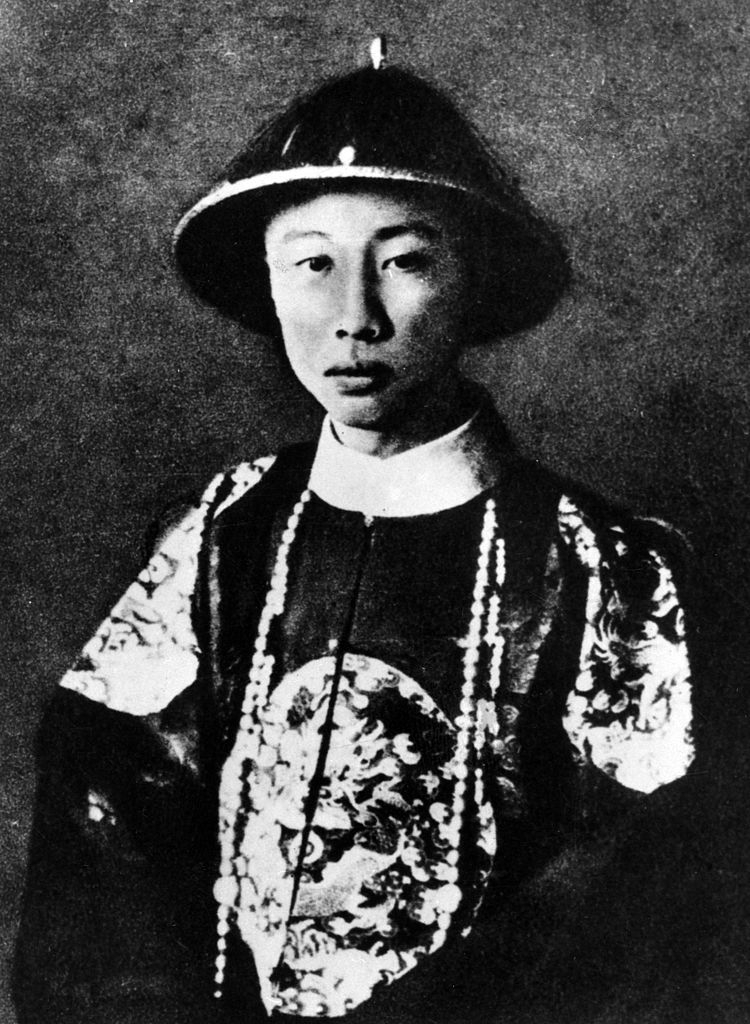
中國末代正統君主宣統帝，攝於公元1922年。

中國世襲君主制統治於公元1912年辛亥革命成功後結束，並由中華民國取代清朝之法統。辛亥革命時，梁啟超曾提議立孔子第七十六代嫡孫衍聖公孔令貽為帝；同時亦有勢力支持復興明朝，以延恩侯朱煜勳為帝。
民國成立後，亦有數個試圖恢復世襲君主制的政權出現，但所有此類型的政權皆以失敗收場。袁世凱在宣布成立中華帝國後引發護國戰爭，其政權僅存在101天便覆滅。張勳領導之丁巳復辟的基礎缺乏穩固性，僅維持11天，故其正統地位亦不被普遍認可。大日本帝國於第二次世界大戰所建之傀儡政權滿洲國從未獲得國際社會之廣泛承認，因此一般被排除於合法政權之外，故學者多以「偽滿洲國」（簡稱「偽滿」）稱之。
綜合上述原因，學者通常以公元1912年2月12日溥儀退位為中國世襲君主制統治終結的象徵。中國世襲君主制統治共存在長達約四千年。

## 正統性

刻有「大清帝國之璽」篆書字樣的清朝玉璽。璽是政治權威及正統地位的象徵。

中國歷史上之分裂時期為多個王朝並存時期，而各王朝亦有各自的朝廷及政治體系。中國歷史上的分裂時期包括三國、十六國、南北朝、五代十國等。
中國傳統歷史學對「朝」與「國」有作出區分：僅正統之政權可稱「朝」；非正統之政權不論世襲與否都稱「國」，又有學者稱之為「偽朝」。現代學者對於某些王朝的正統之分仍存有異議。
中國分裂時，王朝與王朝之間的關係通常關乎政權的正統性，而正統性則源自天命。實際正統是个根据政治目的多变的概念。典型的正統说有以統治中国本土者为正统，承接前朝者为正統，或以是否是漢族王朝为正统。漢族所建之王朝通常以華夷之辨而自視為正統，並同時拒絕承認其他民族建立的王朝為正統政權；非漢族王朝則以中華文化及中國歷史之繼承者的身份自居，同時自稱為中國正統。雖然分裂時期多個王朝並立的局面引起朝廷官員與史學家的正統之爭，北宋政治家歐陽修則主張分裂時期的中國並不存在任何正統王朝。若以此觀點，宋朝之正統地位源自其結束五代十國亂局之能力，而非繼承自後周。同樣，歐陽修認為三國、十六國和南北朝等分裂時期亦無正統王朝。
下列為歷史上或現今有正統爭論之歷史時期：
- 三國
  - 東漢禪讓帝位於曹魏，故曹魏的正統性来源于東漢，同時否定它國的正統地位
  - 蜀漢否认曹魏篡夺的合法性以复兴漢朝為名以正統自居，同時否定它國的正統地位
  - 東吳否认曹魏篡夺的合法性自称承袭漢朝而以正統自居，同時否定它國的正統地位
  - 曹魏禪讓帝位於西晉，故西晋的正統性来源于曹魏，以曹魏为正統。
  - 唐朝認可曹魏正統，同时也将孫吳称为正統，称之为吴朝，为六朝第一代，將唐以前的歷史概括為「漢魏六朝」。而南宋理學家朱熹則主張視蜀漢為正統
- 東晉、十六國
  - 東晉以正統自居，血统上東晉的正統性来源于西晋。
  - 數個位居十六國之列的中原王朝如漢趙、後趙、前秦等亦自稱正統
- 南北朝
  - 所有該時期的王朝均以正統自居；為此，北朝蔑稱南朝為「島夷」，而南朝則蔑稱北朝為「索虜」
- 五代十國
  - 後梁上承唐朝，並自視為正統
  - 後唐以光復唐朝為名而自稱為正統，同時否定後梁之正統地位
  - 後晉受契丹册封为皇帝，故後晋的正統性来源于契丹。
  - 後漢在後晉为契丹所灭後自称承袭後晉而以正統自居。
  - 後漢禪讓帝位於後周，故後周的正統性来源于後漢。
  - 後周禪讓帝位於北宋，故北宋的正統性来源于後周，按此説則法統最初源於契丹，但北宋否認契丹起源并以五代为正統，亦有主张五代十国时期並不存在任何正統王朝者。
  - 南唐曾被当时部分学者视为该时期的正统王朝
- 遼朝、宋朝、金朝
  - 遼朝为金滅亡後金自稱繼承之遼朝法統，並以正統自居
  - 北宋与辽约为兄弟之国，故双方皆承认对方的正統地位
  - 北宋聯金滅遼後被金滅(靖康之難)，後南遷
  - 南宋向金称臣（后改称叔侄），并受金册封为皇帝，故法理上南宋的正統性来源于金，同時血统上南宋的正統性来源于北宋
  - 元朝承認遼朝、宋朝、金朝、西遼之正統地位，故編修《遼史》、《宋史》、《金史》三部正史
- 明朝、北元
  - 明朝承認元朝為正統，但宣稱已繼承元朝之法統，故北元為非正統政權
  - 北元統治者保留「大元」國號及其他漢式名號直至公元1388年；中國式名號亦於此後數次重用
  - 蒙古族史學家Rashipunsug稱北元為元朝的直接延續；滅亡北元的清朝則取得北元之正統，故明朝為非正統王朝
- 清朝、南明、明鄭
  - 清朝承認明朝為正統，但宣稱已繼承明朝之法統，故南明為非正統政權
  - 南明以正統自居直至滅亡
  - 位於臺灣的明朝殘餘勢力明鄭拒絕接受清朝之正統地位
  - 朝鮮半島上的朝鮮王朝及越南後黎朝曾承認南明為正統
  - 日本江戶幕府否定清朝的正統地位，並自認中國代表「華」之正統性已為日本所取代，此乃《中朝事實》與《華夷變態》的基本論述
- 元朝、清朝
  - 部分汉民族主义者及日本右翼等认为由满蒙民族建立的元清不属于中国王朝，故不具有正統地位，详见元清非中国论

- 大多數現代歷史材料大多按以下順序排列中国歷史：

- 在僅有一個王朝可被視為中華之正統下：

上列正統之爭類似當代中華人民共和國與中華民國的中國正統代表之爭。

## 同宗關係
中國歷史上有諸多王朝均出自同一家族，但因國號不同或政權發生某種根本性變化等原因而被後世史學家冠以不同名稱加以區分。另外，中國歷史上亦有王朝自稱為某先前王朝的後裔，以取得或加強其統治的合法性與正統性。
下列為獲得大部分史學家認可的同宗王朝：
- 西周、東周
  - 西周、東周均由姬姓統治，統稱「周朝」
  - 東周開國之君周平王姬宜臼為西周末代君主周幽王姬宮涅之子
- 西漢、東漢、蜀漢、劉宋
  - 西漢、東漢、蜀漢、劉宋均由劉氏統治，其中西漢和東漢統稱「漢朝」
  - 東漢開國皇帝漢光武帝劉秀為西漢開國之君漢高帝劉邦之九世孫、西漢第六位皇帝漢景帝劉啟之七世孫
  - 蜀漢首位君主漢昭烈帝劉備亦為漢景帝之子中山靖王之後
  - 《宋書》稱劉宋開國皇帝宋武帝劉裕為漢高帝之弟楚元王劉交的直系後裔
- 西晉、東晉
  - 西晉、東晉均由司馬氏統治，統稱「晉朝」
  - 東晉第一位君主晉元帝司馬睿為晉宣帝司馬懿之曾孫、琅邪武王司馬伷之孫、琅邪恭王司馬覲之子
- 漢趙、胡夏
  - 漢趙、胡夏均由攣鞮氏（後改為劉氏及赫連氏）統治
  - 漢趙開國之君漢光文帝劉淵與胡夏首位君主夏武烈帝赫連勃勃分別是劉羌渠和劉去卑之後代；據《北史》記載，劉羌渠及劉去卑是兄弟關係
- 前燕、後燕、南燕
  - 前燕、後燕、南燕均由慕容氏統治
  - 後燕首位君主燕成武帝慕容垂為前燕開國之君燕文明帝慕容皝之子
  - 同樣，南燕開國君主燕獻武帝慕容德亦為燕文明帝之子
- 北魏、南涼、東魏、西魏
  - 北魏、南涼、東魏、西魏均由拓跋氏（後改為元氏及禿髮氏）統治
  - 北魏開國之君魏道武帝拓跋珪與南涼建立者涼武王禿髮烏孤皆為魏聖武帝拓跋詰汾之後代，分別出自其子魏神元帝拓跋力微及禿髮匹孤的房支
  - 東魏唯一一代君主魏孝靜帝元善見為北魏第七位皇帝魏孝文帝元宏之曾孫
  - 西魏建立者魏文帝元寶炬為魏孝文帝之孫
- 西涼、唐朝
  - 西涼、唐朝均由李氏統治
  - 唐朝開國皇帝唐高祖李淵為西涼開國之君涼武昭王李暠之七世孫
- 南齊、梁朝
  - 南齊、梁朝均由蕭氏統治
  - 梁朝開國皇帝梁武帝蕭衍之父梁文帝蕭順之為南齊第一代君主齊高帝蕭道成的族弟
- 後漢、北漢
  - 後漢、北漢均由劉氏統治
  - 北漢開國君主漢世祖劉旻為後漢開國皇帝漢高祖劉知遠之弟
- 遼朝、西遼
  - 遼朝、西遼均由耶律氏統治
  - 西遼第一代君主遼德宗耶律大石為遼朝開國皇帝遼太祖耶律阿保機之八世孫
- 北宋、南宋
  - 北宋、南宋均由趙氏統治，統稱「宋朝」
  - 南宋首位皇帝宋高宗趙構為北宋第八位君主宋徽宗趙佶之子、北宋末代皇帝宋欽宗趙桓之弟
- 元朝、北元
  - 元朝、北元均由孛兒只斤氏統治
  - 元朝末代皇帝與北元首位君主為同一人，即元惠宗妥懽貼睦爾
- 明朝、南明
  - 明朝、南明均由朱氏統治
  - 南明首位皇帝弘光帝朱由崧為明朝第十四位皇帝萬曆帝朱翊鈞之孫
- 後金、清朝
  - 後金、清朝均由愛新覺羅氏統治
  - 後金最後一位大汗與清朝開國皇帝為同一人，即清太宗皇太極

## 分類

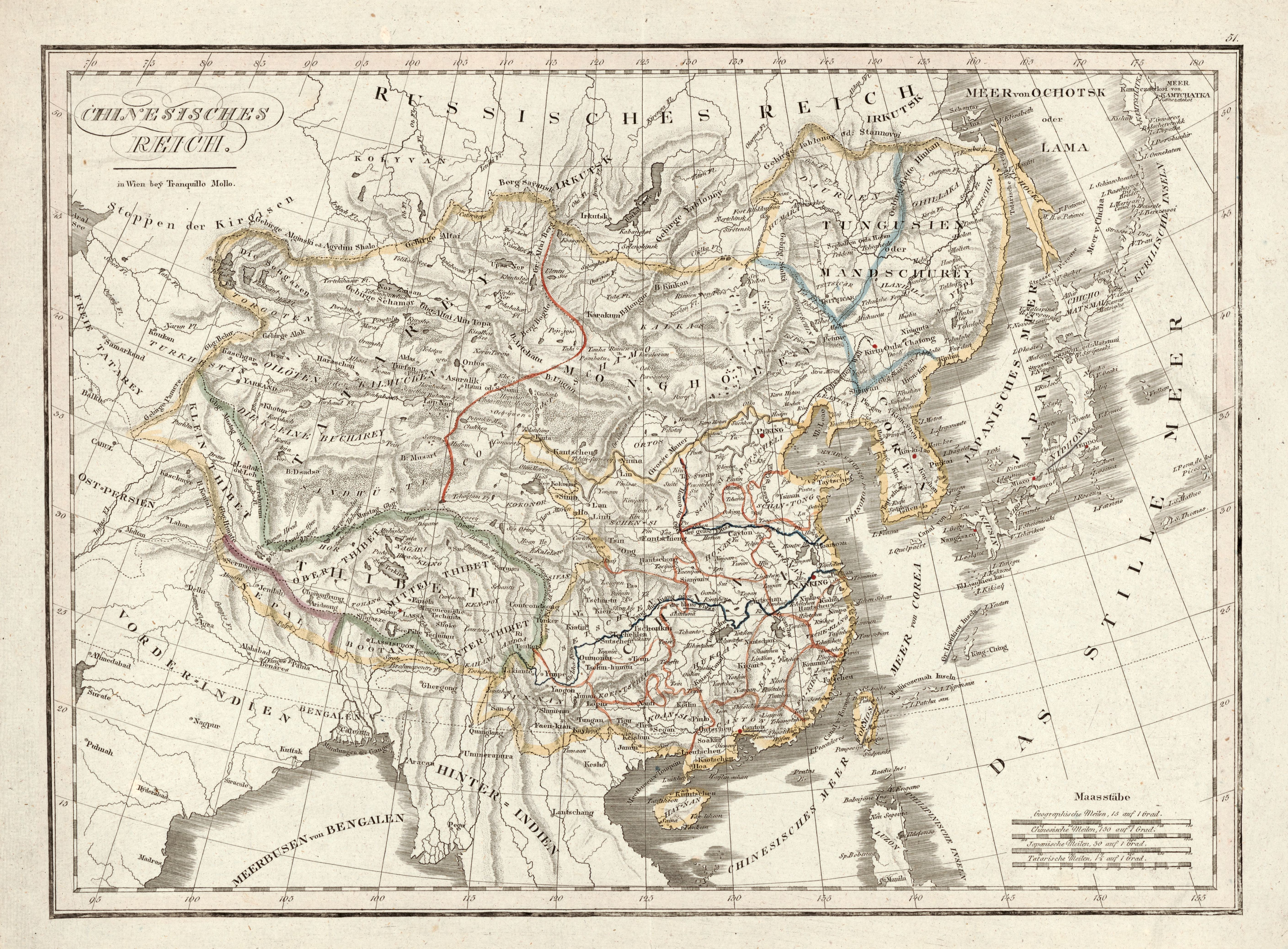
德國繪製的康雍乾盛世時期的中華帝國地圖。清朝是中國歷史上的「中原王朝」、「大一統王朝」和「征服王朝」。

### 中原王朝
中原位於黃河中下游之廣大地區，為中華文明之發祥地。「中原王朝」為定都於中原的王朝之稱謂，不論其建立的民族。

### 大一統王朝
「大一統王朝」特指完成漢地統一之王朝，不論其建立的民族。「漢地」，又稱「中國本部」，為漢族的傳統定居地，而非等同於「中國」。完成漢地統一並以「皇帝」為其君主頭銜的王朝可稱作「中華帝國」。
「大一統」這一概念首次見於公羊高所著的《公羊傳》。其他著名人物如孔子和孟子亦於其作品裡提及該概念。
多數學者視以下王朝為大一統王朝：秦朝、汉朝、西晉、隋朝、唐朝、元朝、明朝、清朝。另外，學術界對於北宋是否應被視為大一統王朝尚存爭議，因燕雲十六州部分地區為遼朝之領土，且河西等部分地區由西夏統治；故此，北宋並未完全控制漢地。

### 征服王朝、滲透王朝
「征服王朝」與「滲透王朝」為非漢族所建立之中國王朝，依其統治漢地的方式而分別歸於兩類。「征服王朝」特指在吸收漢文化的同時卻刻意保留自身文化之非漢族王朝，如元朝、清朝等；「滲透王朝」則指後來被徹底漢化的非漢族王朝，如前秦、北魏等。這兩個概念均由魏復古提出並為支持以多民族、多元文化角度分析中國歷史的學者所爭議。

## 名稱

### 國號
中國開國之君在立國之初都會確立其政權之正式名稱，即國號。王朝統治期間，國號作為代表文明正統的政權之官方名稱，象徵新政權取得舊統治者的合法地位。
國號大致有五個來由：
- 由部族、部落聯盟的名稱而來
  - 夏朝以其部族夏氏為號
- 來自創建者原有封號、爵位
  - 陳朝開國之君陳武帝陳霸先以其即位前之「陳王」封號取國號「陳」
- 源於地理位置相同之先前政權之名稱
  - 前燕因地處先秦燕國故地，故立國號「燕」
- 源於有宗族關係（可考或自稱）之先前政權之名稱
  - 後周建立者周太祖郭威自稱出自周朝宗室虢叔，故建國號「周」
- 寓意吉祥或具特別含義
  - 元朝取《易經》「大哉乾元」之意，以「大元」為國號

中國歷史上亦有在王朝統治期間國號變更的案例。例如：南漢初定「越」為國號，後改為「漢」。
中國歷史上有數個王朝之國號含有「大」字。據朱國楨所著之《湧幢小品》，首個帶有「大」字的國號為元朝的「大元」。然而，其他歷史材料如脫脫所著的《遼史》和《金史》稱元朝以前亦有王朝的國號含有「大」字，如遼朝的「大遼」及金朝的「大金」。
即便某一中國王朝之國號不含「大」字，其官員、百姓、朝貢國亦會在稱呼該王朝時於其國號前冠以「大」字以表尊崇。例如：《日本書紀》中稱唐朝為「大唐」，但唐朝的國號僅為「唐」一字。
中國歷史上未曾有任何王朝直接以「中國」及其他中國的稱號作為國號，但各王朝都以不同方式試圖與此類名稱和概念掛鉤。清朝虽然國號為「大清」，但自公元1689年簽訂的《尼布楚條約》起便普遍在國際條約中以「中國」自稱（或与「大清」交替使用）。1909年清朝頒佈中國第一部成文國籍法，明確地以現代法律形式自稱為「中國」，首次在法律上賦予了現代國籍法和「中國國籍」的意義。「中國」這一具有地理、政治及文化概念的名詞自中華民國成立以來亦作为正式簡稱使用。
國號的使用及其重要性亦被中國以外其他中華文化圈政權所認可與接受。其中，位於越南和朝鮮半島的王朝亦都擁有各自的國號。

### 歷史學稱謂
由於中國歷史上的王朝出現諸多重複使用的國號，學者不得不將其名稱加上前綴以作區分。常用的前綴包括：
- 方位用詞
  - 「北」：北齊、北元等
  - 「南」：南燕、南唐等
  - 「東」：東晉、東魏等
  - 「西」：西涼、西遼等
- 順序用詞
  - 「前」：前秦、前蜀等
  - 「後」：後趙、後漢等
- 統治家族之姓氏
  - 劉宋、武周、馬楚等
- 其他類別的前綴
  - 蜀漢（「蜀」表示該王朝位於巴蜀之地）、胡夏（「胡」為該王朝統治民族匈奴族之蔑稱）等

一個王朝可擁有多個歷史學稱謂，但某些稱謂或使用得更為廣泛。例如：西漢有時又作「前漢」、楊吳亦稱「南吳」。
若某一王朝之統治發生某種根本性變化，學者通常以不同名號加以區分。例如：宋朝在學術界分為北宋與南宋，以靖康之變及建炎南渡為兩者之分界點，用來辨別由宋太祖趙匡胤成立之「宋」及宋高宗趙構復國後的「宋」。此類情況下，原來的政權已覆滅，但後經重建而其統治者亦聲稱延續其先前政權之法統，故學術界需作出名號上的區分以反映政權變化之歷史事實。主要的例外包括西秦、南涼和唐朝；儘管前二者的統治由後秦短暫打斷，而後者則曾為武周所篡，學者一般不在名號上區分原先的政權及復國後的政權。
漢文材料通常會在帶有前綴的王朝歷史學稱謂中省略「朝」字。例如：北周因帶有「北」字前綴而極少被稱為「北周朝」；然而，「北周」、「北周王朝」此等稱呼則相對更為常見。

## 疆域

中國歷代王朝及政權的大致版圖。

中國史上最早期的正統王朝均位於黃河及長江地區的漢地。後來的王朝在通過對外擴張後奠定今日的中國版圖。
在不同的歷史時期，中國王朝曾對漢地（含海南島、雲南、貴州、澳門、香港）、臺灣島 、滿洲（含內滿洲、外滿洲）、庫頁島、蒙古（含內蒙古、外蒙古）、越南、藏區、新疆，以及中亞、朝鮮半島、阿富汗和西伯利亞部分地區實行統治。
領土面積最大的中國正統王朝是元朝或清朝，根據不同資料可獲得不同的數據。內容的出入可歸咎於不同材料對於元朝北部邊疆之確切地理位置的不同理解：部分學者認為元朝最北處達貝加爾湖北岸地區，而另一部分學者則主張元朝領土到达北极圈甚至直抵北冰洋沿岸。相比之下，清朝的疆域是在經過對外交涉及簽訂一系列國際條約後而得以劃定及鞏固，故更為明確。今中華人民共和國與中華民國之法定領土均繼承自清朝滅亡時的疆域。
除此之外，中國數個王朝亦以朝貢體系對其他國家及部落擁有宗主權。中華朝貢體系起源於西漢，並延續至公元19世紀中國中心主義秩序瓦解為止。

## 中國主要朝代列表
本列表僅顯示中國主要的王朝，但中國歷史上亦有諸多其他世襲君主制政權未被列入。
|      | 朝代   | 統治家族             | 統治家族 | 統治時期                        | 統治時期                    | 統治時期 | 君主                           | 君主                             | 君主     |
| 國姓 | 朝代   | 民族                 | 建立     | 滅亡                            | 國祚                        | 起始之君 | 亡國之君                       | 列表世系圖                       |          |
| ---- | ------ | -------------------- | -------- | ------------------------------- | --------------------------- | -------- | ------------------------------ | -------------------------------- | -------- |
|      | 夏朝   | 姒                   | 華夏     | 公元前2070年                    | 公元前1600年                | 470年    | 禹 姒文命                      | 桀 姒履癸                        | (表)(圖) |
|      | 商朝   | 子                   | 華夏     | 公元前1600年                    | 公元前1046年                | 554年    | 湯 子履                        | 商紂王 子受                      | (表)(圖) |
|      | 周朝   | 姬                   | 華夏     | 公元前1046年                    | 公元前256年                 | 789年    | 周武王 姬發                    | 周赧王 姬延                      | (表)(圖) |
|      | 西周   | 姬                   | 華夏     | 公元前1046年                    | 公元前771年                 | 275年    | 周武王 姬發                    | 周幽王 姬宮涅                    | (表)(圖) |
|      | 東周   | 姬                   | 華夏     | 公元前770年                     | 公元前256年                 | 514年    | 周平王 姬宜臼                  | 周赧王 姬延                      | (表)(圖) |
|      | 秦朝   | 嬴                   | 華夏     | 公元前221年                     | 公元前207年                 | 14年     | 秦始皇 嬴政                    | 嬴子嬰                           | (表)(圖) |
|      | 漢朝   | 劉                   | 漢       | 公元前202年                     | 公元220年 （延康元年）      | 406年    | 漢高帝 劉邦                    | 漢獻帝 劉協                      | (表)(圖) |
|      | 西漢   | 劉                   | 漢       | 公元前202年                     | 公元9年 （初始元年）        | 211年    | 漢高帝 劉邦                    | 劉嬰                             | (表)(圖) |
|      | 新朝   | 王                   | 漢       | 公元9年 （始建國元年）          | 公元23年 （始建國地皇四年） | 14年     | 王莽                           | 王莽                             | (表)(圖) |
|      | 東漢   | 劉                   | 漢       | 公元25年 （建武元年）           | 公元220年 （延康元年）      | 195年    | 漢光武帝 劉秀                  | 漢獻帝 劉協                      | (表)(圖) |
|      | 三國   | —                    | —        | 公元220年                       | 公元280年                   | 60年     | —                              | —                                | (表)     |
|      | 曹魏   | 曹                   | 漢       | 公元220年 （黃初元年）          | 公元266年 （咸熙二年）      | 46年     | 魏文帝 曹丕                    | 魏元帝 曹奐                      | (表)(圖) |
|      | 蜀漢   | 劉                   | 漢       | 公元221年 （章武元年）          | 公元263年 （炎興元年）      | 42年     | 漢昭烈帝 劉備                  | 漢懷帝 劉禪                      | (表)(圖) |
|      | 東吳   | 孫                   | 漢       | 公元222年 （黃武元年）          | 公元280年 （天紀四年）      | 58年     | 吳大帝 孫權                    | 孫皓                             | (表)(圖) |
|      | 晉朝   | 司馬                 | 漢       | 公元266年 （泰始元年）          | 公元420年 （元熙二年）      | 153年    | 晉武帝 司馬炎                  | 晉恭帝 司馬德文                  | (表)(圖) |
|      | 西晉   | 司馬                 | 漢       | 公元266年 （泰始元年）          | 公元316年 （建興四年）      | 50年     | 晉武帝 司馬炎                  | 晉愍帝 司馬鄴                    | (表)(圖) |
|      | 東晉   | 司馬                 | 漢       | 公元317年 （建武元年）          | 公元420年 （元熙二年）      | 103年    | 晉元帝 司馬睿                  | 晉恭帝 司馬德文                  | (表)(圖) |
|      | 十六國 | —                    | —        | 公元304年                       | 公元439年                   | 135年    | —                              | —                                | (表)     |
|      | 漢趙   | 劉                   | 匈奴     | 公元304年 （元熙元年）          | 公元329年 （光初十二年）    | 25年     | 漢光文帝 劉淵                  | 劉曜                             | (表)(圖) |
|      | 成漢   | 李                   | 氐       | 公元304年 （建興元年）          | 公元347年 （嘉寧二年）      | 43年     | 成武帝 李雄                    | 李勢                             | (表)(圖) |
|      | 後趙   | 石                   | 羯       | 公元319年 （太和元年）          | 公元351年 （永寧二年）      | 32年     | 趙明帝 石勒                    | 石祗                             | (表)(圖) |
|      | 前涼   | 張                   | 漢       | 公元320年 （建興五年）          | 公元376年 （平二十年）      | 56年     | 涼成王 張茂                    | 張天錫                           | (表)(圖) |
|      | 前燕   | 慕容                 | 鮮卑     | 公元337年                       | 公元370年 （建熙十一年）    | 33年     | 燕文明帝 慕容皝                | 燕幽帝 慕容暐                    | (表)(圖) |
|      | 前秦   | 苻                   | 氐       | 公元351年 （皇始元年）          | 公元394年 （延初元年）      | 43年     | 秦景明帝 苻健                  | 苻崇                             | (表)(圖) |
|      | 後燕   | 慕容                 | 鮮卑     | 公元384年 （燕元元年）          | 公元409年 （正始三年）      | 25年     | 燕成武帝 慕容垂                | 燕昭文帝 慕容熙 或 燕惠懿帝 高雲 | (表)(圖) |
|      | 後秦   | 姚                   | 羌       | 公元384年 （白雀元年）          | 公元417年 （永和二年）      | 33年     | 秦武昭帝 姚萇                  | 姚泓                             | (表)(圖) |
|      | 西秦   | 乞伏                 | 鮮卑     | 公元385年 （建義元年）          | 公元431年 （永弘三年）      | 37年     | 秦宣烈王 乞伏國仁              | 乞伏暮末                         | (表)(圖) |
|      | 後涼   | 呂                   | 氐       | 公元386年 （太安元年）          | 公元403年 （神鼎三年）      | 17年     | 涼懿武帝 呂光                  | 呂隆                             | (表)(圖) |
|      | 南涼   | 禿髮                 | 鮮卑     | 公元397年 （太初元年）          | 公元414年 （嘉平七年）      | 13年     | 武威武王 禿髮烏孤              | 涼景王 禿髮傉檀                  | (表)(圖) |
|      | 北涼   | 沮渠                 | 盧水胡   | 公元397年 （神璽元年）          | 公元439年 （承和七年）      | 42年     | 段業                           | 涼哀王 沮渠牧犍                  | (表)(圖) |
|      | 南燕   | 慕容                 | 鮮卑     | 公元398年 （燕平元年）          | 公元410年 （太上六年）      | 12年     | 燕獻武帝 慕容德                | 慕容超                           | (表)(圖) |
|      | 西涼   | 李                   | 漢       | 公元400年 （庚子元年）          | 公元421年 （永建二年）      | 21年     | 涼武昭王 李暠                  | 李恂                             | (表)(圖) |
|      | 胡夏   | 赫連                 | 匈奴     | 公元407年 （龍元年）            | 公元431年 （勝光四年）      | 24年     | 夏武烈帝 赫連勃勃              | 赫連定                           | (表)(圖) |
|      | 北燕   | 馮                   | 漢       | 公元407年 （正始元年）          | 公元436年 （太興六年）      | 29年     | 燕惠懿帝 高雲 或 燕文成帝 馮跋 | 燕昭成帝 馮弘                    | (表)(圖) |
|      | 北朝   | —                    | —        | 公元386年                       | 公元581年                   | 195年    | —                              | —                                | (表)     |
|      | 北魏   | 拓跋                 | 鮮卑     | 公元386年 （登國元年）          | 公元535年 （永熙三年）      | 149年    | 魏道武帝 拓跋珪                | 魏孝武帝 元修                    | (表)(圖) |
|      | 東魏   | 元                   | 鮮卑     | 公元534年 （天平元年）          | 公元550年 （武定八年）      | 16年     | 魏孝靜帝 元善見                | 魏孝靜帝 元善見                  | (表)(圖) |
|      | 西魏   | 元                   | 鮮卑     | 公元535年 （大統元年）          | 公元557年                   | 22年     | 魏文帝 元寶炬                  | 魏恭帝 拓跋廓                    | (表)(圖) |
|      | 北齊   | 高                   | 漢       | 公元550年 （天保元年）          | 公元577年 （承光元年）      | 27年     | 齊文宣帝 高洋                  | 齊幼主 高恆                      | (表)(圖) |
|      | 北周   | 宇文                 | 鮮卑     | 公元557年                       | 公元581年 （大定元年）      | 24年     | 周孝閔帝 宇文覺                | 周靜帝 宇文闡                    | (表)(圖) |
|      | 南朝   | —                    | —        | 公元420年                       | 公元589年                   | 169年    | —                              | —                                | (表)     |
|      | 劉宋   | 劉                   | 漢       | 公元420年 （永初元年）          | 公元479年 （明三年）        | 59年     | 宋武帝 劉裕                    | 宋順帝 劉準                      | (表)(圖) |
|      | 南齊   | 蕭                   | 漢       | 公元479年 （建元元年）          | 公元502年 （中興二年）      | 23年     | 齊高帝 蕭道成                  | 齊和帝 蕭寶融                    | (表)(圖) |
|      | 梁朝   | 蕭                   | 漢       | 公元502年 （天監元年）          | 公元557年 （太平二年）      | 55年     | 梁武帝 蕭衍                    | 梁敬帝 蕭方智                    | (表)(圖) |
|      | 陳朝   | 陳                   | 漢       | 公元557年 （永定元年）          | 公元589年 （禎明三年）      | 32年     | 陳武帝 陳霸先                  | 陳叔寶                           | (表)(圖) |
|      | 隋朝   | 楊                   | 漢       | 公元581年 （開皇元年）          | 公元619年 （皇泰二年）      | 38年     | 隋文帝 楊堅                    | 隋恭帝 楊侗                      | (表)(圖) |
|      | 唐朝   | 李                   | 漢       | 公元618年 （武德元年）          | 公元907年 （天祐四年）      | 274年    | 唐高祖 李淵                    | 唐哀帝 李柷                      | (表)(圖) |
|      | 武周   | 武                   | 漢       | 公元690年 （天授元年）          | 公元705年 （神龍元年）      | 15年     | 周聖神帝 武曌                  | 周聖神帝 武曌                    | (表)(圖) |
|      | 五代   | —                    | —        | 公元907年                       | 公元960年                   | 53年     | —                              | —                                | (表)     |
|      | 後梁   | 朱                   | 漢       | 公元907年 （開平元年）          | 公元923年 （龍德三年）      | 16年     | 梁太祖 朱溫                    | 朱友貞                           | (表)(圖) |
|      | 後唐   | 李                   | 沙陀     | 公元923年 （同光元年）          | 公元937年 （清泰三年）      | 14年     | 唐莊宗 李存勗                  | 李從珂                           | (表)(圖) |
|      | 後晉   | 石                   | 沙陀     | 公元936年 （天福元年）          | 公元947年 （開運三年）      | 11年     | 晉高祖 石敬瑭                  | 晉出帝 石重貴                    | (表)(圖) |
|      | 後漢   | 劉                   | 沙陀     | 公元947年 （天福十二年）        | 公元951年 （祐四年）        | 4年      | 漢高祖 劉知遠                  | 漢隱帝 劉承祐                    | (表)(圖) |
|      | 後周   | 郭                   | 漢       | 公元951年 （廣順元年）          | 公元960年 （顯德七年）      | 9年      | 周太祖 郭威                    | 周恭帝 郭宗訓                    | (表)(圖) |
|      | 十國   | —                    | —        | 公元907年                       | 公元979年                   | 62年     | —                              | —                                | (表)     |
|      | 前蜀   | 王                   | 漢       | 公元907年 （天復七年）          | 公元925年 （咸康元年）      | 18年     | 蜀高祖 王建                    | 王衍                             | (表)(圖) |
|      | 楊吳   | 楊                   | 漢       | 公元907年 （天祐四年）          | 公元937年 （天祚三年）      | 30年     | 吳烈祖 楊渥                    | 吳睿帝 楊溥                      | (表)(圖) |
|      | 馬楚   | 馬                   | 漢       | 公元907年                       | 公元951年 （保大九年）      | 44年     | 楚武穆王 馬殷                  | 馬希崇                           | (表)(圖) |
|      | 吳越   | 錢                   | 漢       | 公元907年 （天祐四年）          | 公元978年 （太平興國三年）  | 71年     | 吳越太祖 錢鏐                  | 吳越忠懿王 錢俶                  | (表)(圖) |
|      | 閩     | 王                   | 漢       | 公元909年 （開平三年）          | 公元945年 （天德三年）      | 36年     | 閩太祖 王審知                  | 天德帝 王延政                    | (表)(圖) |
|      | 南漢   | 劉                   | 漢       | 公元917年 （亨元年）            | 公元971年 （大寶十四年）    | 54年     | 漢高祖 劉龑                    | 劉鋹                             | (表)(圖) |
|      | 荊南   | 高                   | 漢       | 公元924年 （同光二年）          | 公元963年 （建隆四年）      | 39年     | 楚武信王 高季興                | 高繼沖                           | (表)(圖) |
|      | 後蜀   | 孟                   | 漢       | 公元934年 （明德元年）          | 公元965年 （廣政二十八年）  | 31年     | 蜀高祖 孟知祥                  | 孟昶                             | (表)(圖) |
|      | 南唐   | 李                   | 漢       | 公元937年 （元元年）            | 公元976年                   | 37年     | 唐烈祖 李昪                    | 李煜                             | (表)(圖) |
|      | 北漢   | 劉                   | 沙陀     | 公元951年 （祐四年）            | 公元979年 （廣運六年）      | 28年     | 漢世祖 劉旻                    | 漢英武帝 劉繼元                  | (表)(圖) |
|      | 遼朝   | 耶律                 | 契丹     | 公元916年 （神冊元年）          | 公元1125年 （保大五年）     | 209年    | 遼太祖 耶律阿保機              | 遼天祚帝 耶律延禧                | (表)(圖) |
|      | 西遼   | 耶律                 | 契丹     | 公元1124年 （延慶元年）         | 公元1218年                  | 94年     | 遼德宗 耶律大石                | 屈出律                           | (表)(圖) |
|      | 宋朝   | 趙                   | 漢       | 公元960年 （建隆元年）          | 公元1279年 （祥兴二年）     | 319年    | 宋太祖 趙匡胤                  | 趙昺                             | (表)(圖) |
|      | 北宋   | 趙                   | 漢       | 公元960年 （建隆元年）          | 公元1127年 （靖康二年）     | 167年    | 宋太祖 趙匡胤                  | 宋欽宗 趙桓                      | (表)(圖) |
|      | 南宋   | 趙                   | 漢       | 公元1127年 （建炎元年）         | 公元1279年 （祥興二年）     | 152年    | 宋高宗 趙構                    | 趙昺                             | (表)(圖) |
|      | 西夏   | 嵬名 𗼨𗆟            | 項       | 公元1038年 （天授禮法延祚元年） | 公元1227年 （寶義二年）     | 189年    | 夏景宗 嵬名元昊                | 嵬名睍                           | (表)(圖) |
|      | 金朝   | 完顏                 | 女真     | 公元1115年 （收國元年）         | 公元1234年 （天興三年）     | 119年    | 金太祖 完顏阿骨打              | 完顏承麟                         | (表)(圖) |
|      | 元朝   | 孛兒只斤 ᠪᠣᠷᠵᠢᠭᠢᠨ    | 蒙古     | 公元1271年 （至元八年）         | 公元1368年 （至正二十八年） | 97年     | 元世祖 忽必烈                  | 元惠宗 妥懽貼睦爾                | (表)(圖) |
|      | 北元   | 孛兒只斤 ᠪᠣᠷᠵᠢᠭᠢᠨ    | 蒙古     | 公元1368年 （至正二十八年）     | 公元1388年 （天元十年）     | 20年     | 元惠宗 妥懽貼睦爾              | 天元帝 脫古思帖木兒              | (表)(圖) |
|      | 明朝   | 朱                   | 漢       | 公元1368年 （洪武元年）         | 公元1644年 （崇禎十七年）   | 276年    | 洪武帝 朱元璋                  | 崇禎帝 朱由檢                    | (表)(圖) |
|      | 南明   | 朱                   | 漢       | 公元1644年 （崇禎十七年）       | 公元1662年 （永曆十六年）   | 18年     | 弘光帝 朱由崧                  | 永曆帝 朱由榔                    | (表)(圖) |
|      | 後金   | 愛新覺羅 ᠠᡳᠰᡳᠨ ᡤᡳᠣᡵᠣ | 女真     | 公元1616年 （天命元年）         | 公元1636年 （天聰十年）     | 20年     | 清太祖 努爾哈赤                | 清太宗 皇太極                    | (表)(圖) |
|      | 清朝   | 愛新覺羅 ᠠᡳᠰᡳᠨ ᡤᡳᠣᡵᠣ | 滿洲     | 公元1636年 （崇德元年）         | 公元1912年 （宣統三年）     | 276年    | 清太宗 皇太極                  | 宣統帝 溥儀                      | (表)(圖) |

※納入標準
本列表僅顯示中國歷史上主要的王朝。然而，中國歷史地理學所劃定的地理範圍內亦有諸多未被納入該列表的世襲君主制政權，如：
- 封建度下所存在的世襲諸侯國（鄧國、霍國、楚國、義渠國等）；
- 羈縻度及土司度下所存在的世襲政權（播州土司、水東土司、永寧土司、贊拉土司等）；
- 統治地理範圍較小的世襲政權（南越、吐谷渾、大理、東寧等）；
- 存在時間較短的世襲政權（翟魏、北遼、陳漢、順朝等）；
- 曾統治與「中國」在歷史上或現今有政治或文化關聯地域的跨區域政權（柔然、吐蕃、渤海、喀喇汗國等）。

據中國歷史地理學劃定，清朝於公元1750年代至公元1840年代第一次鴉片戰爭爆發前的極盛領土範圍均屬中國歷史的一部分。該地區以內任何民族所建立的政權均為中國歷史上的政權，該地區以內活動的民族皆是中國歷史上的民族。清朝鼎盛時期疆域面積超越1300萬平方公里，涵蓋下列地區：
- 北含唐努烏梁海，與西伯利亞接壤；
- 東北至外興安嶺，包含庫頁島，臨日本海；
- 東南包括臺灣島及其附屬島嶼，臨東海、太平洋；
- 南達海南島和南海諸島，臨南海；
- 西南到達旺、南坎、江心坡；
- 西抵帕米爾高原；
- 西北至巴爾喀什湖北岸。

曾於某歷史時期隸屬中國政權的其他地區（朝鮮半島部分區域、今越南中部及北部、中亞部分地區等）則涵蓋於相應中國政權之歷史內。
屬於下列類別的王朝則被排除於本列表之外：
- 位於「中國」以外地區但具有中國血統的王朝（越南前李朝、暹羅吞武里王朝等）；
- 曾統治位於「中國」以外地區之中華朝貢國的王朝（越南丁朝、琉球群島第一尚氏王朝等）；
- 史上曾以「中國」、「中華」或「小中華」自居但位於「中國」以外地區的王朝（朝鮮半島朝鮮王朝、越南阮朝等）；
- 曾統治位於「中國」以外地區之中國化國家的王朝（朝鮮半島百濟王朝、越南後黎朝等）。

## 中國朝代的合稱
在中國各朝代中，有一些朝代由於相似或者歷史上的連續而被並列在一起，成為一個歷史時期。
- 唐虞
  - 陶唐、有虞：传说中的两个朝代時期。

- 夏商周（又称三代）和商周
  - 夏、殷商、周朝：中国有文字记录的最早的世袭分封制王朝時期。

- 春秋战国
  - 春秋、戰國：諸侯國混戰的兩個時期。春秋和戰國不是朝代，而是平王東遷至秦滅六國之間的歷史分期。

- 諸夏
  - 泛指中原諸侯國；最初用於表示與周朝同姓、姻親與受功的諸侯，後來廣義成為中原諸侯國的代稱

- 先秦
  - 秦朝以前的历史。

- 周秦
  - 西周、東周、秦朝: 文獻出現中國的時代，中華文明的啟蒙時期，如西周封建禮制，東周百家爭鳴，秦朝統一制度。

- 秦汉
  - 秦朝、西楚、汉朝：中国最早的大一统帝国王朝时期。两朝之间间隔历时4年的楚汉战争。

- 魏晋南北朝（又称三国两晋南北朝）
  - 三国时期、西晋、东晋、五胡十六国、南北朝：历时369年的战乱、游牧民族内迁、汉人南迁、民族融合时期。

- 魏晋（三国两晋）
  - 曹魏（三国）、西晋、东晋（两晋）：文化发展的时期。

- 十六国或东晋十六国丶南北朝
  - 這一時期為西晉永嘉之亂後，中國北方淪為胡人群雄逐鹿之地，逐漸演變成主要的十六國；中國南方則為晉室衣冠南渡後建立的東晉汉人政權，故又合稱東晉十六國。北方最后被北魏鲜卑人政权统一，与南方的汉人政权对峙。

- 慕容氏諸燕
  - 由慕容氏家族成員及其養子等所建之以「燕」為國號的王朝（前燕、西燕、後燕、南燕、北燕）之統稱。

- 六朝
  - 東吳、東晉、劉宋、南齊、梁朝、陳朝之統稱，出自《建康實錄》。

- 隋唐
  - 隋朝、唐朝：长期战乱之后的大一统帝国王朝，由關隴集团建立，之后又是五代十国的战乱。两朝相连，隋末唐初历时14年的隋末民变，历130年唐初盛世后，出现安史之乱的战乱，此后出现藩镇割据。

- 漢唐
  - 汉朝、唐朝：中国最强大的两个帝国王朝时期。两朝之间间隔369年的魏晋南北朝和37年的隋朝。

- 唐宋
  - 唐朝、宋朝：唐宋八大家，中国文化、经济得到巨大发展的两个王朝时期。两朝之间间隔历时53年的五代十国。

- 唐宋元明清
  - 唐朝、宋朝、元朝、明朝、清朝之統稱。

- 五代十国
  - 五代、十國：中國唐朝和宋朝之間分裂割據的時期。五代主要為中原一帶的政權；十國則主要為長江流域一帶的政權。

- 宋辽金夏
  - 宋朝与遼朝（亦包括西遼）、金朝、西夏：這一時期與兩宋並列而立的非漢民族建立的政權对峙。

- 宋辽金元
  - 宋朝、遼朝、金朝、元朝：多民族競爭時期，漢族的宋朝与北方的契丹族的遼朝、女真族的金朝與蒙古族的元朝爭奪中國的時代。其中穿插西夏與大理等國。
  - 金元，如金元四大家。

- 宋元
  - 宋朝、元朝：中国历史上商业、文化和航海最為发达的两个时期。

- 元明清
  - 元朝、明朝、清朝：三朝大多数时间以北京为首都的近世朝代。

- 明清
  - 明朝、清朝：中国建立共和之前最后的两个王朝，以北京為首都，並使用同一個皇城紫禁城，建立並奠定現代的中國疆域。[註 70]

## 東亞歷史區分表
| 公元 | 中亞 | 中亞                                    | 北亞                                           | 東北亞                                         | 東亞（中、韓、越、日）                         | 東亞（中、韓、越、日）                         | 東亞（中、韓、越、日）                              | 東亞（中、韓、越、日）                      | 東亞（中、韓、越、日）          | 東亞（中、韓、越、日）          | 東亞（中、韓、越、日）                  | 東亞（中、韓、越、日）                  | 東亞（中、韓、越、日）                                     | 東亞（中、韓、越、日）          |            |                  |                             |                         |                           |                             |                             |                             |                             |                           |                           |
| 前30世紀以前 | - | -                                       | -                                              | -                                              | 黃河文明 前7000年 \| 前3000年                  | 黃河文明 前7000年 \| 前3000年                  | 長江文明 前5000年 \| 前800年                        |                                             |                                 |                                 |                                         | 鴻龐氏 前2879年 \| 前258年              | 鴻龐氏 前2879年 \| 前258年                                 | 繩文時代 約12000年前 \| 前3世紀 |            |                  |                             |                         |                           |                             |                             |                             |                             |                           |                           |
| 前20世紀 \| 前10世紀 | - | -                                       | -                                              | -                                              | 夏朝 前2070年？ \| 前1600年？                  | 夏朝 前2070年？ \| 前1600年？                  | 長江文明 前5000年 \| 前800年                        | 箕子朝鲜 前1120年 \| 前194年                | 箕子朝鲜 前1120年 \| 前194年    | 箕子朝鲜 前1120年 \| 前194年    | 箕子朝鲜 前1120年 \| 前194年            | 鴻龐氏 前2879年 \| 前258年              | 鴻龐氏 前2879年 \| 前258年                                 | 繩文時代 約12000年前 \| 前3世紀 |            |                  |                             |                         |                           |                             |                             |                             |                             |                           |                           |
| 前20世紀 \| 前10世紀 | - | -                                       | -                                              | -                                              | 商朝 前1600年 \| 前1046年                      |                                                | 長江文明 前5000年 \| 前800年                        | 箕子朝鲜 前1120年 \| 前194年                | 箕子朝鲜 前1120年 \| 前194年    | 箕子朝鲜 前1120年 \| 前194年    | 箕子朝鲜 前1120年 \| 前194年            | 鴻龐氏 前2879年 \| 前258年              | 鴻龐氏 前2879年 \| 前258年                                 | 繩文時代 約12000年前 \| 前3世紀 |            |                  |                             |                         |                           |                             |                             |                             |                             |                           |                           |
| 前20世紀 \| 前10世紀 | - | -                                       | -                                              | -                                              | 前10世紀 \| 前8世紀                            | 西周 前1046年 \| 前770年                       | 西周 前1046年 \| 前770年                            | 箕子朝鲜 前1120年 \| 前194年                | 箕子朝鲜 前1120年 \| 前194年    | 箕子朝鲜 前1120年 \| 前194年    | 箕子朝鲜 前1120年 \| 前194年            | 鴻龐氏 前2879年 \| 前258年              | 鴻龐氏 前2879年 \| 前258年                                 | 繩文時代 約12000年前 \| 前3世紀 |            |                  |                             |                         |                           |                             |                             |                             |                             |                           |                           |
| 前8世紀 \| 前4世紀 | - | -                                       | -                                              | -                                              | 東周 前770年 \| 前256年                        | 春秋時代 前770年 \| 前453年                    | 長江文明 前5000年 \| 前800年                        | 箕子朝鲜 前1120年 \| 前194年                | 箕子朝鲜 前1120年 \| 前194年    | 箕子朝鲜 前1120年 \| 前194年    | 箕子朝鲜 前1120年 \| 前194年            | 鴻龐氏 前2879年 \| 前258年              | 鴻龐氏 前2879年 \| 前258年                                 | 繩文時代 約12000年前 \| 前3世紀 |            |                  |                             |                         |                           |                             |                             |                             |                             |                           |                           |
| 前4世紀 \| 前3世紀 | - | -                                       | -                                              | -                                              | 東周 前770年 \| 前256年                        | 大夏                                           | 大夏                                                | 箕子朝鲜 前1120年 \| 前194年                | 箕子朝鲜 前1120年 \| 前194年    | 箕子朝鲜 前1120年 \| 前194年    | 箕子朝鲜 前1120年 \| 前194年            | 鴻龐氏 前2879年 \| 前258年              | 鴻龐氏 前2879年 \| 前258年                                 | 繩文時代 約12000年前 \| 前3世紀 | 犬戎       | 肃慎             | 戰國時代 前453年 \| 前221年 |                         | 彌生時代 前3世紀 \| 3世紀 |                             |                             |                             |                             |                           |                           |
| 前2世紀 | - | -                                       | -                                              | -                                              | 東周 前770年 \| 前256年                        | 大夏                                           | 大夏                                                | 箕子朝鲜 前1120年 \| 前194年                | 箕子朝鲜 前1120年 \| 前194年    | 箕子朝鲜 前1120年 \| 前194年    | 箕子朝鲜 前1120年 \| 前194年            | 鴻龐氏 前2879年 \| 前258年              | 鴻龐氏 前2879年 \| 前258年                                 | 繩文時代 約12000年前 \| 前3世紀 | 匈奴       | 遼東郡           | 秦朝 前221年 \| 前206年     | 秦朝 前221年 \| 前206年 | 秦朝 前221年 \| 前206年   | 衛氏朝鮮 前194年 \| 前108年 | 衛氏朝鮮 前194年 \| 前108年 | 衛氏朝鮮 前194年 \| 前108年 | 衛氏朝鮮 前194年 \| 前108年 | 南越国 前204年 \| 前112年 | 南越国 前204年 \| 前112年 |
| 前2世紀 | - | -                                       | -                                              | -                                              | 西漢 前202年 \| 8年                            | 西漢 前202年 \| 8年                            | 西漢 前202年 \| 8年                                 | 箕子朝鲜 前1120年 \| 前194年                | 箕子朝鲜 前1120年 \| 前194年    | 箕子朝鲜 前1120年 \| 前194年    | 箕子朝鲜 前1120年 \| 前194年            | 鴻龐氏 前2879年 \| 前258年              | 鴻龐氏 前2879年 \| 前258年                                 | 繩文時代 約12000年前 \| 前3世紀 | 匈奴       | 遼東郡           | 樂浪郡                      | 弁韓                    | 彌生時代 前3世紀 \| 3世紀 | 馬韓                        | 辰韓                        |                             |                             | 南越国 前204年 \| 前112年 | 南越国 前204年 \| 前112年 |
| 前1世紀 | - | -                                       | -                                              | -                                              | 西漢 前202年 \| 8年                            | 西漢 前202年 \| 8年                            | 西漢 前202年 \| 8年                                 | 箕子朝鲜 前1120年 \| 前194年                | 箕子朝鲜 前1120年 \| 前194年    | 箕子朝鲜 前1120年 \| 前194年    | 箕子朝鲜 前1120年 \| 前194年            | 鴻龐氏 前2879年 \| 前258年              | 鴻龐氏 前2879年 \| 前258年                                 | 繩文時代 約12000年前 \| 前3世紀 | 匈奴       | 大月氏           | 大月氏                      | 弁韓                    | 彌生時代 前3世紀 \| 3世紀 | 馬韓                        | 辰韓                        | 高句麗 前37年 \| 668年      | 越南北屬時期                | 越南北屬時期              |                           |
| 1世紀 | - | -                                       | -                                              | -                                              | 西漢 前202年 \| 8年                            | 西漢 前202年 \| 8年                            | 西漢 前202年 \| 8年                                 | 箕子朝鲜 前1120年 \| 前194年                | 箕子朝鲜 前1120年 \| 前194年    | 箕子朝鲜 前1120年 \| 前194年    | 箕子朝鲜 前1120年 \| 前194年            | 鴻龐氏 前2879年 \| 前258年              | 鴻龐氏 前2879年 \| 前258年                                 | 西域都護府                      | 西域都護府 | 新朝 8年 \| 24年 | 新朝 8年 \| 24年            | 新朝 8年 \| 24年        | 彌生時代 前3世紀 \| 3世紀 | 馬韓                        | 辰韓                        | 高句麗 前37年 \| 668年      | 越南北屬時期                | 越南北屬時期              |                           |
| 1世紀 | 東漢 25年 \| 220年 |                                         |                                                |                                                |                                                |                                                |                                                     |                                             |                                 |                                 |                                         | 鴻龐氏 前2879年 \| 前258年              | 鴻龐氏 前2879年 \| 前258年                                 | 西域都護府                      | 西域都護府 |                  | 樂浪郡                      | 弁韓                    | 彌生時代 前3世紀 \| 3世紀 | 馬韓                        | 辰韓                        | 高句麗 前37年 \| 668年      | 越南北屬時期                | 越南北屬時期              |                           |
| 2世紀 | 丁零（高車） | 丁零（高車）                            |                                                |                                                |                                                |                                                |                                                     |                                             |                                 |                                 |                                         |                                         |                                                            |                                 |            |                  | 樂浪郡                      | 弁韓                    | 彌生時代 前3世紀 \| 3世紀 | 馬韓                        | 辰韓                        | 高句麗 前37年 \| 668年      | 越南北屬時期                | 越南北屬時期              |                           |
| 3世紀 | 丁零（高車） | 丁零（高車）                            | 鮮卑                                           | 三國時代 220年 \| 280年                        | 三國時代 220年 \| 280年                        | 三國時代 220年 \| 280年                        |                                                     |                                             |                                 |                                 |                                         |                                         |                                                            |                                 |            |                  | 樂浪郡                      | 弁韓                    | 彌生時代 前3世紀 \| 3世紀 | 馬韓                        | 辰韓                        | 高句麗 前37年 \| 668年      | 越南北屬時期                | 越南北屬時期              |                           |
| 3世紀 | 丁零（高車） | 丁零（高車）                            | 鮮卑                                           | 西晉 280年 \| 316年                            | 西晉 280年 \| 316年                            | 西晉 280年 \| 316年                            | 古墳時代 3世紀後半・4世紀初頭 \| 7世紀前半・8世紀初 |                                             |                                 |                                 |                                         |                                         |                                                            |                                 |            |                  | 樂浪郡                      | 弁韓                    | 彌生時代 前3世紀 \| 3世紀 | 馬韓                        | 辰韓                        | 高句麗 前37年 \| 668年      | 越南北屬時期                | 越南北屬時期              |                           |
| 4世紀 | 丁零（高車） | 丁零（高車）                            | 鮮卑                                           | 西晉 280年 \| 316年                            | 西晉 280年 \| 316年                            | 西晉 280年 \| 316年                            | 古墳時代 3世紀後半・4世紀初頭 \| 7世紀前半・8世紀初 |                                             |                                 |                                 |                                         |                                         |                                                            |                                 |            |                  | 樂浪郡                      | 弁韓                    |                           | 馬韓                        | 辰韓                        | 高句麗 前37年 \| 668年      | 越南北屬時期                | 越南北屬時期              |                           |
| 柔然 | 柔然 | 柔然                                    | 五胡十六國 304年 \| 439年                      | 五胡十六國 304年 \| 439年                      | 東晉 317年 \| 420年                            | 高句麗 前37年 丨 668年                         | 高句麗 前37年 丨 668年                              | 百濟 前18年 \| 660年                        | 新羅 前57年 \| 935年            |                                 |                                         |                                         |                                                            |                                 |            |                  | 樂浪郡                      | 弁韓                    |                           | 馬韓                        | 辰韓                        | 高句麗 前37年 \| 668年      | 越南北屬時期                | 越南北屬時期              |                           |
| 柔然 | 柔然 | 柔然                                    | 五胡十六國 304年 \| 439年                      | 五胡十六國 304年 \| 439年                      | 東晉 317年 \| 420年                            | 高句麗 前37年 丨 668年                         | 高句麗 前37年 丨 668年                              | 百濟 前18年 \| 660年                        | 新羅 前57年 \| 935年            | 5世紀                           |                                         |                                         |                                                            |                                 |            |                  |                             |                         |                           |                             |                             | 高句麗 前37年 \| 668年      | 越南北屬時期                | 越南北屬時期              |                           |
| 柔然 | 柔然 | 柔然                                    | 南北朝時代 439年 \| 589年                      |                                                |                                                | 高句麗 前37年 丨 668年                         | 高句麗 前37年 丨 668年                              | 百濟 前18年 \| 660年                        | 新羅 前57年 \| 935年            |                                 |                                         |                                         |                                                            |                                 |            |                  |                             |                         |                           |                             |                             | 高句麗 前37年 \| 668年      | 越南北屬時期                | 越南北屬時期              |                           |
| 柔然 | 柔然 | 柔然                                    | 6世紀                                          |                                                |                                                | 高句麗 前37年 丨 668年                         | 高句麗 前37年 丨 668年                              | 百濟 前18年 \| 660年                        | 新羅 前57年 \| 935年            |                                 |                                         |                                         |                                                            |                                 |            |                  |                             |                         |                           |                             |                             | 高句麗 前37年 \| 668年      | 越南北屬時期                | 越南北屬時期              |                           |
| 突厥 | 突厥 | 突厥                                    | 隋朝 581年 \| 619年                            | 隋朝 581年 \| 619年                            | 隋朝 581年 \| 619年                            | 高句麗 前37年 丨 668年                         | 高句麗 前37年 丨 668年                              | 百濟 前18年 \| 660年                        | 新羅 前57年 \| 935年            |                                 |                                         |                                         |                                                            |                                 |            |                  |                             |                         |                           |                             |                             | 高句麗 前37年 \| 668年      | 越南北屬時期                | 越南北屬時期              |                           |
| 7世紀 | 吐蕃 7世紀 \| 842年 | 突厥                                    | 突厥                                           | 唐朝 618年 \| 907年                            | 唐朝 618年 \| 907年                            | 唐朝 618年 \| 907年                            | 高句麗 前37年 丨 668年                              | 百濟 前18年 \| 660年                        | 新羅 前57年 \| 935年            |                                 |                                         |                                         |                                                            |                                 |            |                  |                             |                         |                           |                             |                             | 高句麗 前37年 \| 668年      | 越南北屬時期                | 越南北屬時期              |                           |
| 7世紀 | 吐蕃 7世紀 \| 842年 | 突厥                                    | 突厥                                           | 唐朝 618年 \| 907年                            | 唐朝 618年 \| 907年                            | 唐朝 618年 \| 907年                            | 高句麗 前37年 丨 668年                              | 百濟 前18年 \| 660年                        | 新羅 前57年 \| 935年            | 飛鳥時代 7世紀末 \| 710年       |                                         |                                         |                                                            |                                 |            |                  |                             |                         |                           |                             |                             | 高句麗 前37年 \| 668年      | 越南北屬時期                | 越南北屬時期              |                           |
| 8世紀 | 吐蕃 7世紀 \| 842年 | 鐵勒                                    | 鐵勒                                           | 唐朝 618年 \| 907年                            | 唐朝 618年 \| 907年                            | 唐朝 618年 \| 907年                            | 渤海國 698年 \| 926年                               | 新羅 356年 \| 935年                         | 新羅 356年 \| 935年             | 新羅 356年 \| 935年             | 新羅 356年 \| 935年                     | 奈良時代 710年 \| 794年                 |                                                            |                                 |            |                  |                             |                         |                           |                             |                             |                             | 越南北屬時期                | 越南北屬時期              |                           |
| 8世紀 | 吐蕃 7世紀 \| 842年 | 回紇 8世紀半 \| 840年                   | 回紇 8世紀半 \| 840年                          | 唐朝 618年 \| 907年                            | 唐朝 618年 \| 907年                            | 唐朝 618年 \| 907年                            | 渤海國 698年 \| 926年                               | 新羅 356年 \| 935年                         | 新羅 356年 \| 935年             | 新羅 356年 \| 935年             | 新羅 356年 \| 935年                     | 平安時代 794年 \| 1192年                |                                                            |                                 |            |                  |                             |                         |                           |                             |                             |                             | 越南北屬時期                | 越南北屬時期              |                           |
| 9世紀 | 吐蕃 7世紀 \| 842年 | 回紇 8世紀半 \| 840年                   | 回紇 8世紀半 \| 840年                          | 唐朝 618年 \| 907年                            | 唐朝 618年 \| 907年                            | 唐朝 618年 \| 907年                            | 渤海國 698年 \| 926年                               | 新羅 356年 \| 935年                         | 新羅 356年 \| 935年             | 新羅 356年 \| 935年             | 新羅 356年 \| 935年                     | 平安時代 794年 \| 1192年                |                                                            |                                 |            |                  |                             |                         |                           |                             |                             |                             | 越南北屬時期                | 越南北屬時期              |                           |
| 党項 | |                                         |                                                | 唐朝 618年 \| 907年                            | 唐朝 618年 \| 907年                            | 唐朝 618年 \| 907年                            | 渤海國 698年 \| 926年                               | 新羅 356年 \| 935年                         | 新羅 356年 \| 935年             | 新羅 356年 \| 935年             | 新羅 356年 \| 935年                     | 平安時代 794年 \| 1192年                |                                                            |                                 |            |                  |                             |                         |                           |                             |                             |                             | 越南北屬時期                | 越南北屬時期              |                           |
| 10世紀 | 契丹 |                                         |                                                | 唐朝 618年 \| 907年                            | 唐朝 618年 \| 907年                            | 唐朝 618年 \| 907年                            | 渤海國 698年 \| 926年                               | 新羅 356年 \| 935年                         | 新羅 356年 \| 935年             | 新羅 356年 \| 935年             | 新羅 356年 \| 935年                     | 平安時代 794年 \| 1192年                |                                                            |                                 |            |                  |                             |                         |                           |                             |                             |                             | 越南北屬時期                | 越南北屬時期              |                           |
| 10世紀 | 契丹 | 五代十國 907年 \| 960年                 |                                                |                                                |                                                |                                                | 渤海國 698年 \| 926年                               | 新羅 356年 \| 935年                         | 新羅 356年 \| 935年             | 新羅 356年 \| 935年             | 新羅 356年 \| 935年                     | 平安時代 794年 \| 1192年                |                                                            |                                 |            |                  |                             |                         |                           |                             |                             |                             | 越南北屬時期                | 越南北屬時期              |                           |
| 10世紀 | 辽朝 907年 \| 1125年 | 辽朝 907年 \| 1125年                    | 高麗 932年 \| 1392年                           | 高麗 932年 \| 1392年                           | 高麗 932年 \| 1392年                           | 高麗 932年 \| 1392年                           | 吳朝 938年 \| 966年                                 | 吳朝 938年 \| 966年                         |                                 |                                 |                                         | 平安時代 794年 \| 1192年                |                                                            |                                 |            |                  |                             |                         |                           |                             |                             |                             |                             |                           |                           |
| 10世紀 | 辽朝 907年 \| 1125年 | 辽朝 907年 \| 1125年                    | 高麗 932年 \| 1392年                           | 高麗 932年 \| 1392年                           | 高麗 932年 \| 1392年                           | 高麗 932年 \| 1392年                           | 吳朝 938年 \| 966年                                 | 吳朝 938年 \| 966年                         | 北宋 960年 \| 1127年            |                                 |                                         | 平安時代 794年 \| 1192年                |                                                            |                                 |            |                  |                             |                         |                           |                             |                             |                             |                             |                           |                           |
| 10世紀 | 辽朝 907年 \| 1125年 | 辽朝 907年 \| 1125年                    | 高麗 932年 \| 1392年                           | 高麗 932年 \| 1392年                           | 高麗 932年 \| 1392年                           | 高麗 932年 \| 1392年                           | 丁朝 966年 \| 979年                                 |                                             |                                 |                                 |                                         | 平安時代 794年 \| 1192年                |                                                            |                                 |            |                  |                             |                         |                           |                             |                             |                             |                             |                           |                           |
| 10世紀 | 辽朝 907年 \| 1125年 | 辽朝 907年 \| 1125年                    | 高麗 932年 \| 1392年                           | 高麗 932年 \| 1392年                           | 高麗 932年 \| 1392年                           | 高麗 932年 \| 1392年                           | 前黎朝 979年 \| 1010年                              |                                             |                                 |                                 |                                         | 平安時代 794年 \| 1192年                |                                                            |                                 |            |                  |                             |                         |                           |                             |                             |                             |                             |                           |                           |
| 11世紀 | 辽朝 907年 \| 1125年 | 辽朝 907年 \| 1125年                    | 高麗 932年 \| 1392年                           | 高麗 932年 \| 1392年                           | 高麗 932年 \| 1392年                           | 高麗 932年 \| 1392年                           | 西夏·花剌子模                                       | 西夏·花剌子模                               | 李朝 1010年 \| 1225年           | 李朝 1010年 \| 1225年           |                                         | 平安時代 794年 \| 1192年                |                                                            |                                 |            |                  |                             |                         |                           |                             |                             |                             |                             |                           |                           |
| 12世紀 | 辽朝 907年 \| 1125年 | 辽朝 907年 \| 1125年                    | 高麗 932年 \| 1392年                           | 高麗 932年 \| 1392年                           | 高麗 932年 \| 1392年                           | 高麗 932年 \| 1392年                           | 西夏·花剌子模                                       | 西夏·花剌子模                               | 李朝 1010年 \| 1225年           | 李朝 1010年 \| 1225年           |                                         | 平安時代 794年 \| 1192年                |                                                            |                                 |            |                  |                             |                         |                           |                             |                             |                             |                             |                           |                           |
| 西夏·西遼 | 西夏·西遼 | 蒙兀国                                  | 高麗 932年 \| 1392年                           | 高麗 932年 \| 1392年                           | 高麗 932年 \| 1392年                           | 高麗 932年 \| 1392年                           | 金朝 1115年 \| 1234年                               | 金朝 1115年 \| 1234年                       | 金朝 1115年 \| 1234年           | 李朝 1010年 \| 1225年           | 南宋 1127年 \| 1279年                   | 鎌倉時代 1192年 \| 1333年               |                                                            |                                 |            |                  |                             |                         |                           |                             |                             |                             |                             |                           |                           |
| 西夏·西遼 | 西夏·西遼 | 蒙兀国                                  | 高麗 932年 \| 1392年                           | 高麗 932年 \| 1392年                           | 高麗 932年 \| 1392年                           | 高麗 932年 \| 1392年                           | 金朝 1115年 \| 1234年                               | 金朝 1115年 \| 1234年                       | 金朝 1115年 \| 1234年           | 李朝 1010年 \| 1225年           | 南宋 1127年 \| 1279年                   | 鎌倉時代 1192年 \| 1333年               | 13世紀                                                     |                                 |            |                  |                             |                         |                           |                             |                             |                             |                             |                           |                           |
| 西夏·西遼 | 西夏·西遼 | 蒙兀国                                  | 高麗 932年 \| 1392年                           | 高麗 932年 \| 1392年                           | 高麗 932年 \| 1392年                           | 高麗 932年 \| 1392年                           | 金朝 1115年 \| 1234年                               | 金朝 1115年 \| 1234年                       | 金朝 1115年 \| 1234年           | 陳朝 1225年 \| 1400年           | 南宋 1127年 \| 1279年                   | 鎌倉時代 1192年 \| 1333年               |                                                            |                                 |            |                  |                             |                         |                           |                             |                             |                             |                             |                           |                           |
| 蒙古帝國 1206年 \| 1260年 | |                                         | 高麗 932年 \| 1392年                           | 高麗 932年 \| 1392年                           | 高麗 932年 \| 1392年                           | 高麗 932年 \| 1392年                           |                                                     |                                             |                                 |                                 | 南宋 1127年 \| 1279年                   | 鎌倉時代 1192年 \| 1333年               |                                                            |                                 |            |                  |                             |                         |                           |                             |                             |                             |                             |                           |                           |
| 金帳汗国·伊兒汗國 | 窩闊台汗國 | 元朝 1260年 \| 1368年                   | 元朝 1260年 \| 1368年                          | 元朝 1260年 \| 1368年                          | 元朝 1260年 \| 1368年                          | 元朝 1260年 \| 1368年                          |                                                     |                                             |                                 |                                 |                                         | 鎌倉時代 1192年 \| 1333年               |                                                            |                                 |            |                  |                             |                         |                           |                             |                             |                             |                             |                           |                           |
| 金帳汗国·伊兒汗國 | 14世紀 | 元朝 1260年 \| 1368年                   | 元朝 1260年 \| 1368年                          | 元朝 1260年 \| 1368年                          | 元朝 1260年 \| 1368年                          | 元朝 1260年 \| 1368年                          | 察合台汗國                                          |                                             |                                 |                                 |                                         | 鎌倉時代 1192年 \| 1333年               |                                                            |                                 |            |                  |                             |                         |                           |                             |                             |                             |                             |                           |                           |
| 金帳汗国·伊兒汗國 | 14世紀 | 元朝 1260年 \| 1368年                   | 元朝 1260年 \| 1368年                          | 元朝 1260年 \| 1368年                          | 元朝 1260年 \| 1368年                          | 元朝 1260年 \| 1368年                          | 察合台汗國                                          | 室町時代 1336年 \| 1573年                   |                                 |                                 |                                         |                                         |                                                            |                                 |            |                  |                             |                         |                           |                             |                             |                             |                             |                           |                           |
| 金帳汗国·伊兒汗國 | 14世紀 | 北元                                    | 女真                                           | 明朝 1368年 \| 1644年                          | 明朝 1368年 \| 1644年                          | 明朝 1368年 \| 1644年                          | 察合台汗國                                          |                                             |                                 |                                 |                                         |                                         |                                                            |                                 |            |                  |                             |                         |                           |                             |                             |                             |                             |                           |                           |
| 15世紀 | 帖木兒帝國 | 帖木兒帝國                              | 女真                                           | 明朝 1368年 \| 1644年                          | 明朝 1368年 \| 1644年                          | 明朝 1368年 \| 1644年                          | 朝鲜王朝 1392年 \| 1910年                           | 朝鲜王朝 1392年 \| 1910年                   | 朝鲜王朝 1392年 \| 1910年       | 朝鲜王朝 1392年 \| 1910年       | 胡朝 1400年 \| 1406年                   | 胡朝 1400年 \| 1406年                   |                                                            |                                 |            |                  |                             |                         |                           |                             |                             |                             |                             |                           |                           |
| 15世紀 | 帖木兒帝國 | 帖木兒帝國                              | 女真                                           | 明朝 1368年 \| 1644年                          | 明朝 1368年 \| 1644年                          | 明朝 1368年 \| 1644年                          | 朝鲜王朝 1392年 \| 1910年                           | 朝鲜王朝 1392年 \| 1910年                   | 朝鲜王朝 1392年 \| 1910年       | 朝鲜王朝 1392年 \| 1910年       | 安南屬明時期 1406年 \| 1428年           |                                         |                                                            |                                 |            |                  |                             |                         |                           |                             |                             |                             |                             |                           |                           |
| 15世紀 | 帖木兒帝國 | 帖木兒帝國                              | 女真                                           | 明朝 1368年 \| 1644年                          | 明朝 1368年 \| 1644年                          | 明朝 1368年 \| 1644年                          | 朝鲜王朝 1392年 \| 1910年                           | 朝鲜王朝 1392年 \| 1910年                   | 朝鲜王朝 1392年 \| 1910年       | 朝鲜王朝 1392年 \| 1910年       | 黎初朝 1428年 \| 1527年                 |                                         |                                                            |                                 |            |                  |                             |                         |                           |                             |                             |                             |                             |                           |                           |
| 16世紀 | 布哈拉汗国 | 准噶尔汗国                              | 准噶尔汗国                                     | 明朝 1368年 \| 1644年                          | 明朝 1368年 \| 1644年                          | 明朝 1368年 \| 1644年                          | 朝鲜王朝 1392年 \| 1910年                           | 朝鲜王朝 1392年 \| 1910年                   | 朝鲜王朝 1392年 \| 1910年       | 朝鲜王朝 1392年 \| 1910年       |                                         |                                         |                                                            |                                 |            |                  |                             |                         |                           |                             |                             |                             |                             |                           |                           |
| 16世紀 | 布哈拉汗國·希瓦汗国·浩罕汗国 | 准噶尔汗国                              | 准噶尔汗国                                     | 明朝 1368年 \| 1644年                          | 明朝 1368年 \| 1644年                          | 明朝 1368年 \| 1644年                          | 朝鲜王朝 1392年 \| 1910年                           | 朝鲜王朝 1392年 \| 1910年                   | 朝鲜王朝 1392年 \| 1910年       | 朝鲜王朝 1392年 \| 1910年       | 黎中興朝 1533年 \| 1789年               | 黎中興朝 1533年 \| 1789年               |                                                            |                                 |            |                  |                             |                         |                           |                             |                             |                             |                             |                           |                           |
| 16世紀 | 俄罗斯帝国 · 16世紀 · \| · 1917年 | 准噶尔汗国                              | 准噶尔汗国                                     | 明朝 1368年 \| 1644年                          | 明朝 1368年 \| 1644年                          | 明朝 1368年 \| 1644年                          | 朝鲜王朝 1392年 \| 1910年                           | 朝鲜王朝 1392年 \| 1910年                   | 朝鲜王朝 1392年 \| 1910年       | 朝鲜王朝 1392年 \| 1910年       |                                         | 廣南國 1558年 \| 1777年                 | 安土桃山時代 1573年 \| 1603年                              |                                 |            |                  |                             |                         |                           |                             |                             |                             |                             |                           |                           |
| 17世紀 | 俄罗斯帝国 · 16世紀 · \| · 1917年 | 准噶尔汗国                              | 准噶尔汗国                                     | 明朝 1368年 \| 1644年                          | 明朝 1368年 \| 1644年                          | 明朝 1368年 \| 1644年                          | 朝鲜王朝 1392年 \| 1910年                           | 朝鲜王朝 1392年 \| 1910年                   | 朝鲜王朝 1392年 \| 1910年       | 朝鲜王朝 1392年 \| 1910年       | 鄭主 1545年 \| 1787年                   | 廣南國 1558年 \| 1777年                 | 江戸時代 1603年 \| 1867年                                  |                                 |            |                  |                             |                         |                           |                             |                             |                             |                             |                           |                           |
| 17世紀 | 俄罗斯帝国 · 16世紀 · \| · 1917年 | 准噶尔汗国                              | 准噶尔汗国                                     | 明朝 1368年 \| 1644年                          | 明朝 1368年 \| 1644年                          | 明朝 1368年 \| 1644年                          | 朝鲜王朝 1392年 \| 1910年                           | 朝鲜王朝 1392年 \| 1910年                   | 朝鲜王朝 1392年 \| 1910年       | 朝鲜王朝 1392年 \| 1910年       | 鄭主 1545年 \| 1787年                   | 廣南國 1558年 \| 1777年                 | 江戸時代 1603年 \| 1867年                                  | 後金 1616年 \| 1636年           |            |                  |                             |                         |                           |                             |                             |                             |                             |                           |                           |
| 18世紀 | 俄罗斯帝国 · 16世紀 · \| · 1917年 | 准噶尔汗国                              | 准噶尔汗国                                     | 明朝 1368年 \| 1644年                          | 明朝 1368年 \| 1644年                          | 明朝 1368年 \| 1644年                          | 朝鲜王朝 1392年 \| 1910年                           | 朝鲜王朝 1392年 \| 1910年                   | 朝鲜王朝 1392年 \| 1910年       | 朝鲜王朝 1392年 \| 1910年       | 鄭主 1545年 \| 1787年                   | 廣南國 1558年 \| 1777年                 | 江戸時代 1603年 \| 1867年                                  |                                 |            |                  |                             |                         |                           |                             |                             |                             |                             |                           |                           |
| 清朝 · 1636年 · \| · 1912年 | 清朝 · 1636年 · \| · 1912年 | 清朝 · 1636年 · \| · 1912年             | 清朝 · 1636年 · \| · 1912年                    | 清朝 · 1636年 · \| · 1912年                    | 清朝 · 1636年 · \| · 1912年                    | 西山朝 1777年 \| 1802年                        | 西山朝 1777年 \| 1802年                             | 朝鲜王朝 1392年 \| 1910年                   | 朝鲜王朝 1392年 \| 1910年       | 朝鲜王朝 1392年 \| 1910年       |                                         |                                         | 江戸時代 1603年 \| 1867年                                  |                                 |            |                  |                             |                         |                           |                             |                             |                             |                             |                           |                           |
| 清朝 · 1636年 · \| · 1912年 | 清朝 · 1636年 · \| · 1912年 | 清朝 · 1636年 · \| · 1912年             | 清朝 · 1636年 · \| · 1912年                    | 清朝 · 1636年 · \| · 1912年                    | 清朝 · 1636年 · \| · 1912年                    | 19世紀                                         | 朝鲜王朝 1392年 \| 1910年                           | 朝鲜王朝 1392年 \| 1910年                   | 朝鲜王朝 1392年 \| 1910年       | 朝鲜王朝 1392年 \| 1910年       | 阮朝 · 1802年 · \| · 1945年             | 阮朝 · 1802年 · \| · 1945年             | 江戸時代 1603年 \| 1867年                                  |                                 |            |                  |                             |                         |                           |                             |                             |                             |                             |                           |                           |
| 清朝 · 1636年 · \| · 1912年 | 清朝 · 1636年 · \| · 1912年 | 清朝 · 1636年 · \| · 1912年             | 清朝 · 1636年 · \| · 1912年                    | 清朝 · 1636年 · \| · 1912年                    | 清朝 · 1636年 · \| · 1912年                    | 19世紀                                         | 朝鲜王朝 1392年 \| 1910年                           | 朝鲜王朝 1392年 \| 1910年                   | 朝鲜王朝 1392年 \| 1910年       | 朝鲜王朝 1392年 \| 1910年       | 阮朝 · 1802年 · \| · 1945年             | 阮朝 · 1802年 · \| · 1945年             | 大日本帝国 · 明治時代 · 1867年 · \| · 1912年               |                                 |            |                  |                             |                         |                           |                             |                             |                             |                             |                           |                           |
| 清朝 · 1636年 · \| · 1912年 | 清朝 · 1636年 · \| · 1912年 | 清朝 · 1636年 · \| · 1912年             | 清朝 · 1636年 · \| · 1912年                    | 清朝 · 1636年 · \| · 1912年                    | 清朝 · 1636年 · \| · 1912年                    | 20世紀                                         | 朝鲜王朝 1392年 \| 1910年                           | 朝鲜王朝 1392年 \| 1910年                   | 朝鲜王朝 1392年 \| 1910年       | 朝鲜王朝 1392年 \| 1910年       | 阮朝 · 1802年 · \| · 1945年             | 阮朝 · 1802年 · \| · 1945年             |                                                            |                                 |            |                  |                             |                         |                           |                             |                             |                             |                             |                           |                           |
| 蘇維埃社會主義共和國聯盟 · 哈薩克蘇維埃社會主義共和國 · 塔吉克蘇維埃社會主義共和國 · 土库曼苏维埃社会主义共和国 · 吉爾吉斯蘇維埃社會主義共和國 · 烏茲別克蘇維埃社會主義共和國 · 1917年 · \| · 1990年 | 蘇維埃社會主義共和國聯盟 · 哈薩克蘇維埃社會主義共和國 · 塔吉克蘇維埃社會主義共和國 · 土库曼苏维埃社会主义共和国 · 吉爾吉斯蘇維埃社會主義共和國 · 烏茲別克蘇維埃社會主義共和國 · 1917年 · \| · 1990年 | 博克多汗国 1911年 \| 1924年             | 中華民國 · （大陸時期） · 1912年 · \| · 1931年 | 中華民國 · （大陸時期） · 1912年 · \| · 1931年 | 中華民國 · （大陸時期） · 1912年 · \| · 1931年 | 中華民國 · （大陸時期） · 1912年 · \| · 1931年 | 日治朝鮮 · 1910年 · \| · 1945年                     | 日治朝鮮 · 1910年 · \| · 1945年             | 日治朝鮮 · 1910年 · \| · 1945年 | 日治朝鮮 · 1910年 · \| · 1945年 | 阮朝 · 1802年 · \| · 1945年             | 阮朝 · 1802年 · \| · 1945年             | 大日本帝國 大正時代 1912年 \| 1926年                       |                                 |            |                  |                             |                         |                           |                             |                             |                             |                             |                           |                           |
| 蘇維埃社會主義共和國聯盟 · 哈薩克蘇維埃社會主義共和國 · 塔吉克蘇維埃社會主義共和國 · 土库曼苏维埃社会主义共和国 · 吉爾吉斯蘇維埃社會主義共和國 · 烏茲別克蘇維埃社會主義共和國 · 1917年 · \| · 1990年 | 蘇維埃社會主義共和國聯盟 · 哈薩克蘇維埃社會主義共和國 · 塔吉克蘇維埃社會主義共和國 · 土库曼苏维埃社会主义共和国 · 吉爾吉斯蘇維埃社會主義共和國 · 烏茲別克蘇維埃社會主義共和國 · 1917年 · \| · 1990年 | · 蒙古人民共和国 · 1924年 · \| · 1949年 | 滿洲國 · 1932年 · \| · 1945年                  | 中华苏维埃共和国 · 1931年 · \| · 1937年        | 中華民國 · 1912年 · \| · 1949年                | 中華民國 · 1912年 · \| · 1949年                | 日治朝鮮 · 1910年 · \| · 1945年                     | 日治朝鮮 · 1910年 · \| · 1945年             | 日治朝鮮 · 1910年 · \| · 1945年 | 日治朝鮮 · 1910年 · \| · 1945年 | 阮朝 · 1802年 · \| · 1945年             | 阮朝 · 1802年 · \| · 1945年             | 大日本帝国 · \| · 日本國 · 昭和時代 · 1926年 · \| · 1989年 |                                 |            |                  |                             |                         |                           |                             |                             |                             |                             |                           |                           |
| 蘇維埃社會主義共和國聯盟 · 哈薩克蘇維埃社會主義共和國 · 塔吉克蘇維埃社會主義共和國 · 土库曼苏维埃社会主义共和国 · 吉爾吉斯蘇維埃社會主義共和國 · 烏茲別克蘇維埃社會主義共和國 · 1917年 · \| · 1990年 | 蘇維埃社會主義共和國聯盟 · 哈薩克蘇維埃社會主義共和國 · 塔吉克蘇維埃社會主義共和國 · 土库曼苏维埃社会主义共和国 · 吉爾吉斯蘇維埃社會主義共和國 · 烏茲別克蘇維埃社會主義共和國 · 1917年 · \| · 1990年 | · 蒙古人民共和国 · 1949年 · \| · 1992年 | 中华人民共和国 · 1949年 · \| · 而今            | 中华人民共和国 · 1949年 · \| · 而今            | 中华人民共和国 · 1949年 · \| · 而今            | 中華民國 · 1912年 · \| · 而今                  | 朝鮮民主主義人民共和國 · 1945年 · \| · 而今         | 朝鮮民主主義人民共和國 · 1945年 · \| · 而今 | 大韓民國 · 1945年 · \| · 而今   | 大韓民國 · 1945年 · \| · 而今   | 越南國 1949年 \| 1955年                 | 越南民主共和国 · 1945年 · \| · 1976年   | 大日本帝国 · \| · 日本國 · 昭和時代 · 1926年 · \| · 1989年 |                                 |            |                  |                             |                         |                           |                             |                             |                             |                             |                           |                           |
| 蘇維埃社會主義共和國聯盟 · 哈薩克蘇維埃社會主義共和國 · 塔吉克蘇維埃社會主義共和國 · 土库曼苏维埃社会主义共和国 · 吉爾吉斯蘇維埃社會主義共和國 · 烏茲別克蘇維埃社會主義共和國 · 1917年 · \| · 1990年 | 蘇維埃社會主義共和國聯盟 · 哈薩克蘇維埃社會主義共和國 · 塔吉克蘇維埃社會主義共和國 · 土库曼苏维埃社会主义共和国 · 吉爾吉斯蘇維埃社會主義共和國 · 烏茲別克蘇維埃社會主義共和國 · 1917年 · \| · 1990年 | · 蒙古人民共和国 · 1949年 · \| · 1992年 | 中华人民共和国 · 1949年 · \| · 而今            | 中华人民共和国 · 1949年 · \| · 而今            | 中华人民共和国 · 1949年 · \| · 而今            | 中華民國 · 1912年 · \| · 而今                  | 朝鮮民主主義人民共和國 · 1945年 · \| · 而今         | 朝鮮民主主義人民共和國 · 1945年 · \| · 而今 | 大韓民國 · 1945年 · \| · 而今   | 大韓民國 · 1945年 · \| · 而今   | 越南共和国 · 1955年 · \| · 1976年       | 越南民主共和国 · 1945年 · \| · 1976年   | 大日本帝国 · \| · 日本國 · 昭和時代 · 1926年 · \| · 1989年 |                                 |            |                  |                             |                         |                           |                             |                             |                             |                             |                           |                           |
| 蘇維埃社會主義共和國聯盟 · 哈薩克蘇維埃社會主義共和國 · 塔吉克蘇維埃社會主義共和國 · 土库曼苏维埃社会主义共和国 · 吉爾吉斯蘇維埃社會主義共和國 · 烏茲別克蘇維埃社會主義共和國 · 1917年 · \| · 1990年 | 蘇維埃社會主義共和國聯盟 · 哈薩克蘇維埃社會主義共和國 · 塔吉克蘇維埃社會主義共和國 · 土库曼苏维埃社会主义共和国 · 吉爾吉斯蘇維埃社會主義共和國 · 烏茲別克蘇維埃社會主義共和國 · 1917年 · \| · 1990年 | 蒙古国 · 1992年 · \| · 而今             | 中华人民共和国 · 1949年 · \| · 而今            | 中华人民共和国 · 1949年 · \| · 而今            | 中华人民共和国 · 1949年 · \| · 而今            | 中華民國 · 1912年 · \| · 而今                  | 朝鮮民主主義人民共和國 · 1945年 · \| · 而今         | 朝鮮民主主義人民共和國 · 1945年 · \| · 而今 | 大韓民國 · 1945年 · \| · 而今   | 大韓民國 · 1945年 · \| · 而今   | 越南社会主义共和国 · 1976年 · \| · 而今 | 越南社会主义共和国 · 1976年 · \| · 而今 | 大日本帝国 · \| · 日本國 · 昭和時代 · 1926年 · \| · 1989年 |                                 |            |                  |                             |                         |                           |                             |                             |                             |                             |                           |                           |
| · 1990年 · \| · 而今 | · 1990年 · \| · 而今 | 蒙古国 · 1992年 · \| · 而今             | 中华人民共和国 · 1949年 · \| · 而今            | 中华人民共和国 · 1949年 · \| · 而今            | 中华人民共和国 · 1949年 · \| · 而今            | 中華民國 · 1912年 · \| · 而今                  | 朝鮮民主主義人民共和國 · 1945年 · \| · 而今         | 朝鮮民主主義人民共和國 · 1945年 · \| · 而今 | 大韓民國 · 1945年 · \| · 而今   | 大韓民國 · 1945年 · \| · 而今   | 越南社会主义共和国 · 1976年 · \| · 而今 | 越南社会主义共和国 · 1976年 · \| · 而今 | 日本国 · 平成時代 · 1989年 · 令和時代 · 2019年 · \| · 而今 |                                 |            |                  |                             |                         |                           |                             |                             |                             |                             |                           |                           |
| 公元 | 中亞 | 中亞                                    | 北亞                                           | 東北亞                                         | 東亞                                           | 東亞                                           | 東亞                                                | 東亞                                        | 東亞                            | 東亞                            | 東亞                                    | 東亞                                    | 東亞                                                       | 東亞                            |            |                  |                             |                         |                           |                             |                             |                             |                             |                           |                           |

## 外部連結
- 楊聯陞 著，陳國棟 譯：〈國史諸朝興衰芻論〉（页面存档备份，存于）（1961）